# Мандел, Роза
Роза Мандел (2 августа 1910, Czaniec, Бельский повят — 12 марта 2002 или 11 марта 2002, Беркли, Калифорния) — американский фотограф польского происхождения, получившая в 1967 году стипендию Гуггенхайма.

## Ранний период жизни
Роза Мандел родилась в еврейской семье в Чанеце, Польша. Она изучала детскую психологию у Жана Пиаже в Женеве, в Институте Руссо. Жила в Париже в 1930-е годы. В 1942 году, во время Второй мировой войны, она и её муж Артур уехали из Европы в Америку. Они прибыли в Статен-Айленд, штат Нью-Йорк, на пароходе, перевозившем сотни иммигрантов. Знакомство с Эдвардом Уэстоном вдохновило Мандел на изучение фотографии как вида искусства. Она изучала фотографию в Калифорнийской школе изящных искусств под руководством Энсела Адамса и Майнора Уайта. Одним из её одноклассников, ставшим близким другом, был Ричард Дибенкорн.

## Карьера
Мандел была заинтересована в изучении многих направлений фотографического процесса. С конца 1940-х по начало 1970-х годов она создавала оригинальные портреты, крупные природные планы, водные абстракции и уличные фотографии. Роза Мандел бродила по улицам Сан-Франциско со своей «громоздкой обзорной камерой размером 4 на 5 дюймов и штативом, снимая витрины магазинов, дверные проемы, рекламные объявления и граффити — то, что люди проходят каждый день, но редко замечают среди городского беспорядка». На сделанных ей чёрно-белых фотографиях изображены «святилища, наполненные человеческими надеждами и стремлениями… затрагивающие все нематериальные прибежища человеческого духа, хранящиеся в полузабытых воспоминаниях». Многие из этих последовательных изображений выставлены в Чикагском институте искусств. Роза Мандел подчеркивала важность последовательного изображения, а не отдельных изображений, «подхода, имеющего огромное влияние в современной фотографии». «Для Мандел фотография должна была не просто описать мир, но и показать его бесконечные формы и вызвать множество настроений», — говорит Джулиан Кокс, куратор-основатель отдела фотографии и главный куратор Музеев изящных искусств Сан-Франциско. Благодаря своему раннему образованию Мандел хорошо разбиралась в психологии, и это в сочетании с её знаниями абстрактного экспрессионизма позволило ей делать фотографии, которые смотрят на зрителя. Это, наряду с тщательно подобранными предметами для фотографий, привело к тому, что её стали называть «художницей с фотоаппаратом». Мандел была старшим фотографом художественного факультета Калифорнийского университета. Мандел не участвовала в рынке художественных произведений, печаталась лишь в скромных тиражах и не интересовалась представительством галерей или агрессивным маркетингом. Однако она приняла участие в нескольких персональных и групповых выставках. Её выставка 1948 года «На стенах и за стеклом» в Художественном музее Сан-Франциско была посвящена уличной фотографии. В неё вошли двадцать отпечатков, включающих отражения и граффити в Сан-Франциско.
В 1954 году у Мандел была персональная выставка в Калифорнийском дворце Почётного легиона под названием «The Errand of the Eye» в честь стихотворения Эмили Дикинсон. Фотографии на этой выставке в основном представляли собой объекты природы крупным планом. Эта последовательность из 49 фотографий, датированных 1951—1954 годами, состояла из отпечатков цветов, сорняков, ветвей, веток и шипов, на которых часть изображения была в резком фокусе, а остальная часть была выборочно размыта. После этой выставки пейзажи, сделанные на береговой линии Беркли-Марины и залива Сан-Франциско и вокруг них, стали основным направлением деятельности фотографа. В 1956 году фотографии Розы Мандел появились в ARTnews. «Я никогда не пыталась имитировать живопись», — говорила Мандел в конце жизни, — «Я хотела быть очень фотографичной, на 100 процентов фотографичной». Её работа в 1967 году была отмечена стипендией Гуггенхайма. С середины 1960-х годов и примерно до 1972 года Мандел отошла от формата интимной контактной печати, который она описывала как капсулу времени её сокровенных чувств. Последние фотографии Мандел были сделаны между 1970 и 1972 годами.

## Личная жизнь
Роза Мандел умерла в Беркли, Калифорния, в 2002 году в 91 год. В 2013 году Музеем де Янга в Сан-Франциско, Калифорния, была организована ретроспектива под названием «The Errand of the Eye: Photographs by Rose Mandel», на которой были представлены 80 её работ.